# Racetrack Memory
Racetrack Memory je nový typ počítačové paměti z vývojových laboratoří IBM ve Švýcarském federálním technologickém institutu (EPFL) v Lausanne. Tato paměť typu RAM je až 100 000 krát rychlejší než stávající paměťová média a její kapacita je až 100 krát větší než klasické paměti. Typ této paměti by se měl již v blízké době opustit vývojové laboratoře a naléz reálné uplatnění. Princip paměti je patentován.

## Popis

### Stávající paměti
Obecně, stávající paměti s velkou kapacitou nedosahují potřebné přenosové rychlosti zápisu a čtení dat. Příkladem tohoto je například inicializace počítače - natažení operačního systému, kdy náběh trvá i několik minut a to z důvodu „pomalého“ pevného disku, ze kterého se operační systém načítá. V porovnání s Racetrack memory ani konvenční paměti RAM nedosahují potřebných rychlostí pro čtení a zápis.

### Racetrack memory
Tato paměť přichází s novým řešením ukládání bitů do paměťového média na principu aplikace magnetických nanovláken.. Paměť funguje jako zásobník po sobě jdoucích paměťových bitů uložených ve vlákně za sebou jako magnetické domény velikosti jednoho bitu. Aby nedošlo k ovlivnění dvou sousedních bitů, jejich hodnoty - stavu, jsou tyto domény odděleny doménovou stěnou.
Adresování požadovaného bitu v paměti je realizováno posouváním celého zásobníku vlevo (118) nebo vpravo (116) přivedením magnetických impulsů z jedné nebo druhé strany ve směru požadovaného posunutí. Zápis hodnoty logické „1“ nebo logické „0“ je prováděn zápisovým impulsem (112), podle orientace impulsu je do zásobníku uložena hodnota 1 nebo 0 do buňky, která je impulsy (116, 118) nastavena k zápisovému bodu. Čtení uložené informace je realizováno v samostatném místě (114) paměti, kdy se čte uložená informace vybraná impulsy (116, 118).
Pro triviální zjednodušení je možno si tento princip představit jako magnetopáskovou paměť, případně VHS video, kdy se před zápisovou/čtecí hlavou pohybuje pásek s magnetickou záznamovou vrstvou do které jsou informace ukládány, nebo naopak čteny. Na rozdíl od tohoto způsobu však Racetrack memory nemá žádné mechanické a pohyblivé díly!

## Aplikace
Rozšíření Racetrack memory je očekáváno v následujících deseti letech, tedy do roku 2020. Fyzicky stejný objem paměti by mohl pojmout 500 000 hudebních skladeb ve formátu MP3 nebo 3 500 filmů. Neposlední výhodou, kterou tato technologie přináší, je snížení ztrátového výkonu, potřebného pro udržení obsahu informace v paměti ze stávajících stovek mW na čip na jednotky mW. Hlavním přínosem je však rychlost zápisu a čtení dat, která umožní, aby byly počítače připraveny k provozu ihned po zapnutí.

### Multimédia
- Video Racetrack memory na Youtube.com